# Cornwall (Connecticut)
Cornwall és una població dels Estats Units a l'estat de Connecticut. Segons el cens del 2005 tenia 1.489 habitants.

## Demografia
Segons el cens del 2000, Cornwall tenia 1.434 habitants, 615 habitatges, i 389 famílies. La densitat de població era de 12 habitants per km².
Dels 615 habitatges en un 29,4% hi vivien nens de menys de 18 anys, en un 52,5% hi vivien parelles casades, en un 8,5% dones solteres, i en un 36,6% no eren unitats familiars. En el 30,7% dels habitatges hi vivien persones soles el 12% de les quals corresponia a persones de 65 anys o més que vivien soles. El nombre mitjà de persones vivint en cada habitatge era de 2,33 i el nombre mitjà de persones que vivien en cada família era de 2,93.
Per edats la població es repartia de la següent manera: un 24,4% tenia menys de 18 anys, un 3,3% entre 18 i 24, un 25,7% entre 25 i 44, un 28,9% de 45 a 60 i un 17,6% 65 anys o més.
L'edat mediana era de 44 anys. Per cada 100 dones de 18 o més anys hi havia 90,5 homes.
La renda mediana per habitatge era de 54.886 $ i la renda mediana per família de 64.750 $. Els homes tenien una renda mediana de 46.875 $ mentre que les dones 30.536 $. La renda per capita de la població era de 42.484 $. Aproximadament l'1% de les famílies i el 3% de la població estaven per davall del llindar de pobresa.